# Stade Marquesa de la Ensenada
Le stade Marquesa de la Ensenada est un stade football situé à San Marcos au Guatemala. 
Il a une capacité de 10 000 places et son club résident est le Deportivo Marquense.